# KWW Grzegorza Brauna „Szczęść Boże!”
Komitet Wyborczy Wyborców Grzegorza Brauna „Szczęść Boże!” – komitet wyborczy o charakterze skrajnie prawicowym, narodowo-katolickim, konserwatywnym, eurosceptycznym i wolnorynkowym, powołany przez Grzegorza Brauna na wybory parlamentarne w 2015. Przewodniczącym komitetu był Wiktor Węgrzyn.
Po starcie w wyborach prezydenckich w 2015 reżyser Grzegorz Braun (który otrzymał w nich 0,83% głosów, zajmując 8. miejsce) postanowił powołać komitet na wybory parlamentarne w tym samym roku. W sierpniu został zarejestrowany KWW Grzegorza Brauna „Szczęść Boże!”. Listy kandydatów komitetu do Sejmu zostały zarejestrowane w 12 z 41 okręgów (po wykreśleniu list w okręgach bydgoskim i krośnieńskim). W jednym z okręgów świętokrzyskich kandydat komitetu (Artur Augustyn) wystartował także do Senatu. Na listach komitetu znalazły się głównie osoby bezpartyjne, jednak kandydatami zostali również działacze partyjni. W dwóch okręgach listy otworzyli politycy partii Jedność Narodu (Tadeusz Marczak i Andrzej Zapałowski – lista z udziałem tego drugiego została jednak przed wyborami wyrejestrowana). Ponadto na listach znalazło się też po kilku działaczy Kongresu Nowej Prawicy (który w większości wystartował samodzielnie bądź z list komitetu Kukiz’15) i Ligi Polskich Rodzin (która nie poparła w wyborach żadnego komitetu), a także nieliczni członkowie Unii Polityki Realnej, Solidarnej Polski, Ruchu Narodowego, SN im. Dmowskiego Romana, Wspólnoty, PiS, Dzielnego Taty i Przymierza Ludowo-Narodowego. Z listy komitetu „Szczęść Boże!” w okręgu krakowskim wystartowali m.in. Ryszard Kozłowski i Stanisław Papież. Sam Grzegorz Braun nie kandydował.
Głównymi postulatami Grzegorza Brauna i jego ruchu stały się: uchwalenie nowej konstytucji, ochrona życia ludzkiego „na wszystkich etapach istnienia” (jednak przy wprowadzeniu kary śmierci dla morderców i zdrajców stanu), ochrona wolności osobistej i gospodarczej, uproszczenie i obniżenie podatków, wprowadzenie powszechnego prawa do posiadania broni, modernizacja Wojska Polskiego, policji, służb i sądownictwa, „suwerenny realizm” w polityce zagranicznej, neutralność wobec wojny na Ukrainie, a także przeciwstawienie się „inwazji ideologicznej, propagandzie dewiacji i obcym roszczeniom kolonizatorskim”.
W wyborach do Sejmu w 2015 komitet uzyskał 0,09% głosów w skali kraju (zajmując 13. miejsce). Kandydat ruchu do Senatu zajął 6. miejsce spośród 7 pretendentów w okręgu.